# دامارتان أون غويل
دامارتان أون غويل (بالفرنسية: Dammartin-en-Goële)‏ هي بلدية فرنسية بإقليم سين ومارن  في منطقة إيل دو فرانس.

## أعلام
- جان لومير
- سعيد كواشي
- شريف كواشي